# Ashley Johnson

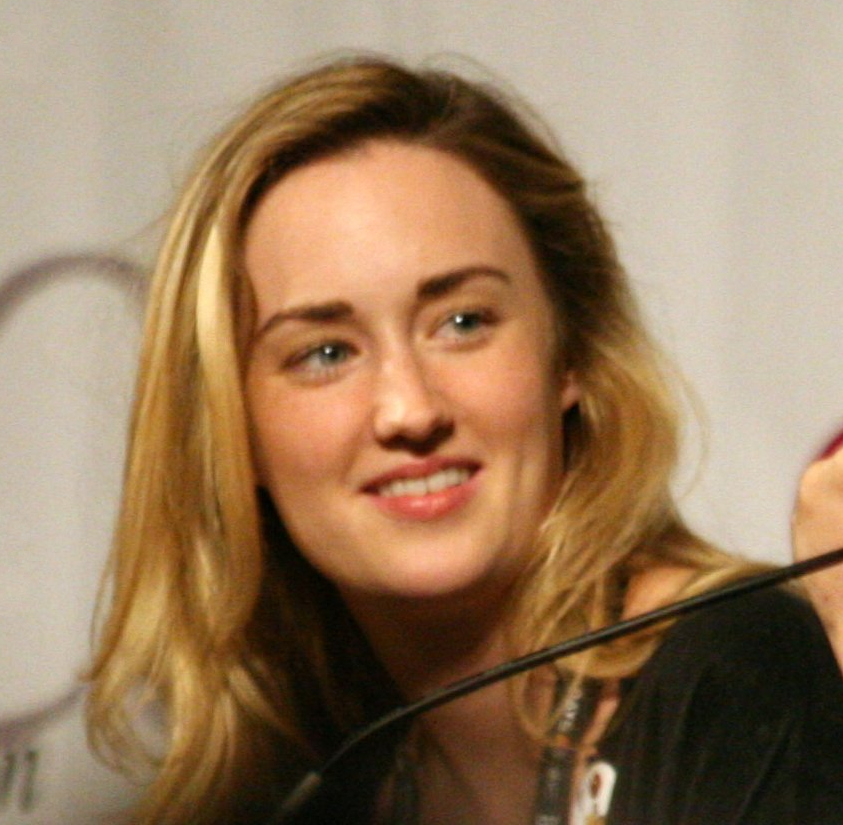
Ashley Johnson (2014)

Ashley Suzanne Johnson (* 9. August 1983 in Camarillo, Kalifornien) ist eine US-amerikanische Schauspielerin und Synchronsprecherin.

## Leben und Karriere
Ashley Johnson ist schwedischer, norwegischer, irischer und schottischer Herkunft. Sie ist die Tochter von Clifford (schwedischer Abstammung) und Nancy Johnson; ihre Schwester Haylie Johnson ist ebenfalls Schauspielerin.
In den 1980er-Jahren trat Johnson in Werbespots auf, bevor sie für die Fernsehserie Unser lautes Heim engagiert wurde, in der sie die Rolle der Chrissy Seaver spielte. Ein Gastauftritt in der Fernsehserie Roseanne als DJs Freundin folgte.
Für die Darstellung der Mary Margaret Doolan in der Fernsehserie Phenom – Das Tenniswunder wurde Johnson 1994 in der Kategorie Beste Darstellung in einer Fernsehserie – Schauspieler bis 10 Jahre oder jünger mit dem Young Artist Award ausgezeichnet; für die Darstellung der Alex Marshall in der Romantic Comedy Was Frauen wollen (2000) wurde Johnson erneut für den Young Artist Award nominiert. 2012 trat Johnson im Film Marvel’s The Avengers auf, wobei ein relevanter Teil ihrer Rolle (ein angedeuteter Flirt zwischen Steve Rogers und einer Cafébedienung) aus dem Film geschnitten wurde.
Außerdem war sie 2013/2014 die Synchronsprecherin der Ellie im postapokalyptischen Videospiel The Last of Us und der DLC-Erweiterung The Last of Us: Left Behind. Sie übernahm gleichzeitig deren Performance Capturing. Auch im zweiten Teil, The Last of Us Part II, hat Johnson wieder die Rolle der Ellie übernommen. In der ersten Staffel der auf den Spielen basierenden Fernsehserie hatte Johnson 2023 einen Gastauftritt als Ellies Mutter. 

## Filmografie (Auswahl)
Schauspielerin
- 1990: Leon (Lionheart)
- 1990–1992: Unser lautes Heim (Growing Pains, Fernsehserie, 47 Folgen)
- 1993: Der geschlagene Mann (Men Don't Tell)
- 1995: Roseanne (Fernsehserie, Folge 7x21 Starke Frauen)
- 1995: Annie – Ein königliches Abenteuer (Annie: A Royal Adventure)
- 1995: Nine Months
- 1998: Emergency Room – Die Notaufnahme (ER, Fernsehserie, Folgen 5x03–5x04)
- 1998: Dancer, Texas (Dancer, Texas Pop. 81)
- 2000: Überall, nur nicht hier (Anywhere But Here)
- 2000: Was Frauen wollen (What Women Want)
- 2002: Roswell (Fernsehserie, 2 Folgen)
- 2002: Ally McBeal (Fernsehserie, Folge 5x15 Heart and Soul)
- 2002: The Guardian – Retter mit Herz (Fernsehserie, Folge 2x10 Sacrifice)
- 2006: Fast Food Nation (Fast Food Nation)
- 2007: Die Solomon Brüder (The Brothers Solomon)
- 2007: Monk (Fernsehserie, Folge 5x12 Mr. Monk Is at Your Service)
- 2007, 2014: CSI: Vegas (CSI: Crime Scene Investigation, Fernsehserie, 2 Folgen)
- 2008: Dirt (Fernsehserie, 4 Folgen)
- 2008: Otis
- 2008: Columbus Day – Ein Spiel auf Leben und Tod (Columbus Day)
- 2008: The Mentalist (Fernsehserie, Folge 1x07 Stimmen aus dem Jenseits)
- 2009: Toy Boy (Spread)
- 2009: Dollhouse (Fernsehserie, 2 Folgen)
- 2009: Cold Case – Kein Opfer ist je vergessen (Cold Case, Fernsehserie, Folge 7x01 The Crossing)
- 2010: Lie to Me (Fernsehserie, Folge 2x11 Beat the Devil)
- 2010: The Help
- 2011: In Plain Sight – In der Schusslinie (In Plain Sight, Fernsehserie, Folge 4x06 Something A-mish)
- 2011–2012: The Killing (Fernsehserie, 7 Folgen)
- 2012: Viel Lärm um nichts (Much Ado About Nothing)
- 2012: Private Practice (Fernsehserie, Folge 5x13 The Time Has Come)
- 2012: Marvel’s The Avengers
- 2013: Masters of Sex (Fernsehserie, Folge 1x10 Fallout)
- 2014: Spooked (Fernsehserie, 4 Folgen)
- 2014: Garfunkel and Oates (Fernsehserie, Folge 1x03 Speechless)
- 2015: Stalker (Fernsehserie, Folge 1x14 My Hero)
- 2015–2020: Blindspot (Fernsehserie)
- seit 2015: Critical Role (Webserie)
- 2016: Punching Henry (And Punching the Clown)
- 2016–2018: Drunk History (Fernsehserie, 2 Folgen)
- 2018: Juveniles
- 2018: Weight
- 2023: The Last of Us (Fernsehserie, 1 Folge)

Synchronsprecherin
- 1997–2001: Disneys Große Pause (Recess, Fernsehserie, 129 Folgen, Stimme von Gretchen Grundler)
- 2004–2006: Teen Titans (Fernsehserie, 6 Folgen, Stimme von Terra)
- 2008–2010: Ben 10: Alien Force (Fernsehserie, 45 Folgen, Stimme von Gwen Tennyson)
- 2010–2012: Ben 10: Ultimate Alien (Fernsehserie, 52 Folgen, Stimme von Gwen Tennyson)
- 2012–2014: Ben 10: Omniverse (Fernsehserie, 21 Folgen, Stimme von Gwen Tennyson)
- 2013: The Last of Us (Videospiel, Stimme von Ellie)
- seit 2013: Teen Titans Go! (Fernsehserie, Stimme von Terra)
- 2014: The Last of Us: Left Behind (Videospiel, Stimme von Ellie)
- 2015: Tales from the Borderlands (Videospiel, Stimme von Gortys)
- 2015–2017: Teenage Mutant Ninja Turtles (Fernsehserie, 6 Folgen, Stimme von Renet)
- 2015: Minecraft: Story Mode (Videospiel, Stimme von Petra)
- 2016: The Witness (Videospiel)[2]
- 2016: Lego Marvel’s Avengers (Videospiel)
- 2017: Minecraft: Story Mode – Season Two (Videospiel, Stimme von Petra)
- 2018: Pillars of Eternity 2: Deadfire (Videospiel)
- 2018: Sky Rat (Fernsehserie, Stimme von Mindy)
- 2019–2020: Infinity Train (Fernsehserie, 20 Folgen, Stimme von Tulip/Lake)
- 2020: The Last of Us 2 (Videospiel, Stimme von Ellie)
- 2021: Exandria Unlimited (Fernsehserie, 8 Folgen)
- seit 2022: The Legend of Vox Machina (Fernsehserie, Stimme von Pike)